# Arteixo
Arteixo è un comune spagnolo di 33.516 abitanti situato nella comunità autonoma della Galizia.